# Assuero Teofano Bassi
Assuero Teofano Bassi (Cesa, 19 settembre 1887 – Piacenza, 8 novembre 1970) è stato un missionario e vescovo cattolico italiano.

## Biografia
Iniziò gli studi ginnasiali nel seminario di Arezzo e li proseguì a Piacenza in quello dei Missionari di San Carlo, mentre era ancora vivente il fondatore Giovanni Battista Scalabrini. Attratto dalla personalità di Guido Maria Conforti, che aveva parlato ai seminaristi in occasione dei funerali di Scalabrini, passò al seminario dei saveriani di Parma.
Professò i primi voti il 1º novembre 1906 e fu ordinato prete il 23 gennaio 1910: il 6 aprile successivo partì per le missioni in Cina.
Iniziò il suo ministero nel vicariato apostolico di Cheng-Chow, retto dal saveriano Luigi Calza. Quando dal vicariato fu smembrata la circoscrizione di Luoyang, fu nominato prefetto apostolico della missione.
La prefettura di Luoyang fu elevata a vicariato apostolico nel 1935 e Bassi fu consacrato vescovo dal delegato apostolico Mario Zanin il 28 aprile 1935. Terminata la seconda guerra mondiale, nel 1946 il vicariato fu eretto in diocesi e Bassi fu trasferito a quella sede residenziale.
Durante la guerra fu internato con i suoi missionari in un campo di concentramento; liberato alla fine del conflitto, riprese la sua opera in condizioni sempre più disagiate a causa del sopravvento del regime comunista. Fu costretto al domicilio coatto e poi incarcerato tra il 1953 e il 1954, quindi fu espulso dalla Cina.
Rientrò in patria e poi partì per l'Alto Paraná. Prese parte a tutte le sessioni del Concilio Vaticano II.
Si ritirò nella casa saveriana di Piacenza, dove scrisse le sue memorie, e si spense nel 1970.

## Genealogia episcopale
La genealogia episcopale è:
- Cardinale Scipione Rebiba
- Cardinale Giulio Antonio Santori
- Cardinale Girolamo Bernerio, O.P.
- Arcivescovo Galeazzo Sanvitale
- Cardinale Ludovico Ludovisi
- Cardinale Luigi Caetani
- Cardinale Ulderico Carpegna
- Cardinale Paluzzo Paluzzi Altieri degli Albertoni
- Papa Benedetto XIII
- Papa Benedetto XIV
- Papa Clemente XIII
- Cardinale Marcantonio Colonna
- Cardinale Giacinto Sigismondo Gerdil, B.
- Cardinale Giulio Maria della Somaglia
- Cardinale Carlo Odescalchi, S.I.
- Cardinale Costantino Patrizi Naro
- Cardinale Serafino Vannutelli
- Cardinale Domenico Serafini, Cong.Subl. O.S.B.
- Cardinale Pietro Fumasoni Biondi
- Arcivescovo Mario Zanin
- Vescovo Assuero Teofano Bassi, S.X.